# Moritz Calisch
Moritz Calisch (n. 12 aprilie 1819, Amsterdam, Regatul Unit al Țărilor de Jos – d. 13 martie 1870, Amsterdam, Țările de Jos) a fost un pictor neerlandez din secolul al XIX-lea din Olanda de Nord.

## Biografie
Potrivit RKD, a studiat la Academia Regală din Amsterdam sub îndrumarea lui Jan Adam Kruseman și a devenit membru al Arti et Amicitiae, unde mai târziu a devenit vicepreședinte. În anul 1834 a câștigat 150 de guldeni de la Societatea de Desen din Rotterdam și o dublă medalie de argint pentru două picturi: O vizită la pepiniera familiei unui pescar și Louis Bonaparte, oferind ajutorul în timpul unui inundații. Este cunoscut pentru realizarea portretelor elitei evreiești din Amsterdam, dar și pentru lucrările istorice realizate în stilul romantic al secolului al XIX-lea. El însuși a fost evreu și trei dintre prietenii lui au luat inițiativa de a crea un monument în numele lui.

## Galerie

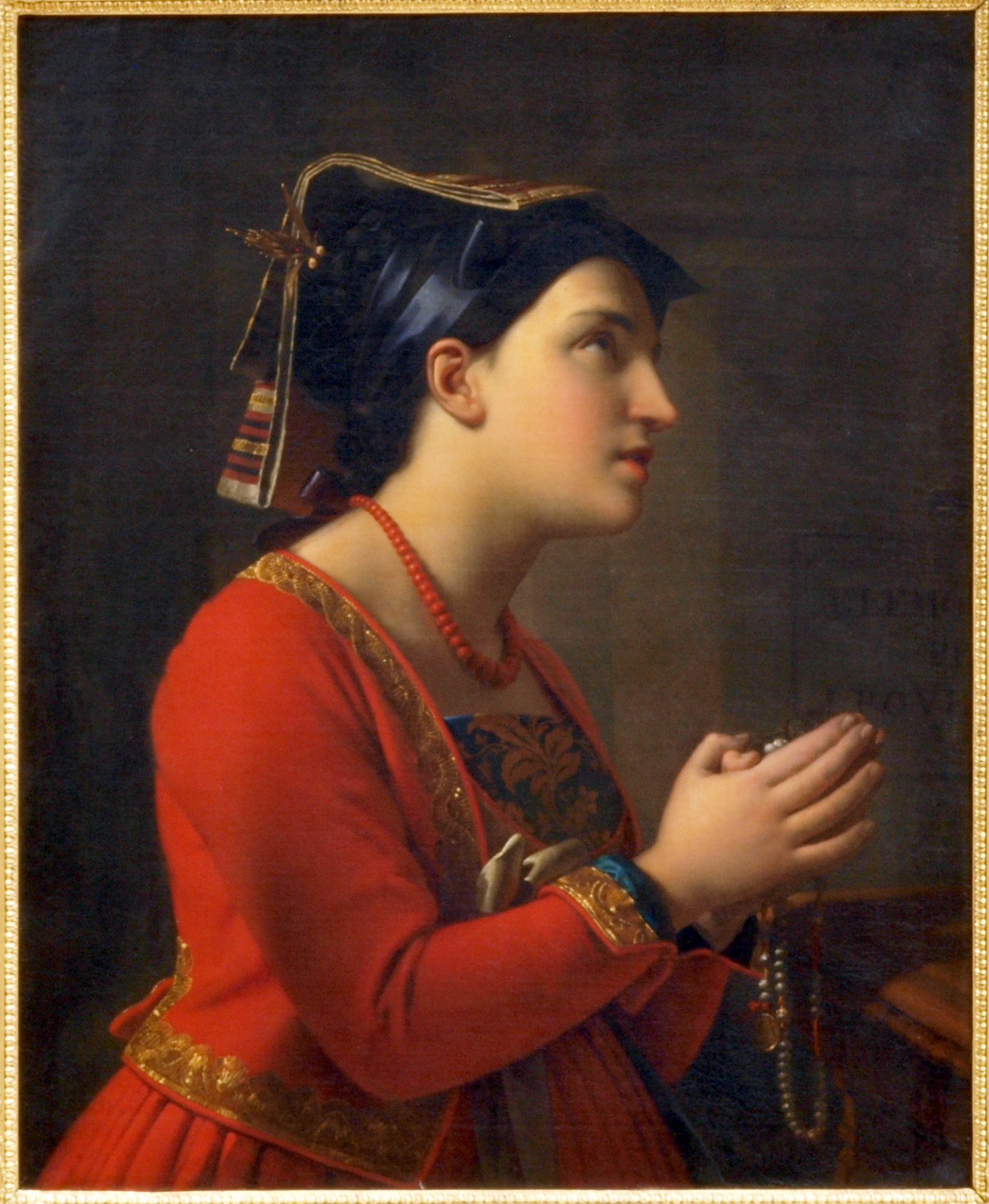
Tânără rugându-se, 1850, colecție Teylers Museum
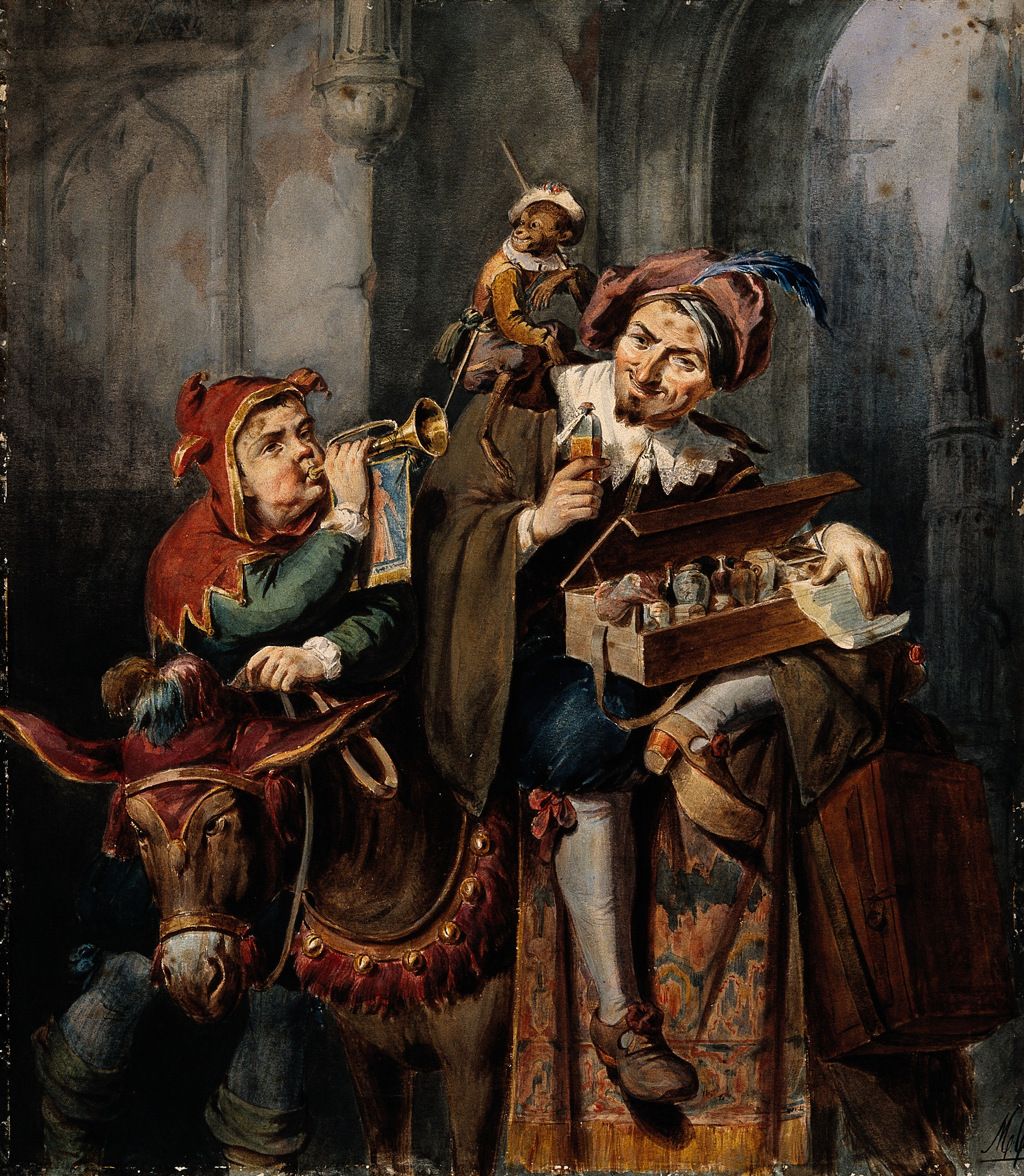
Vânzător medical itinerant
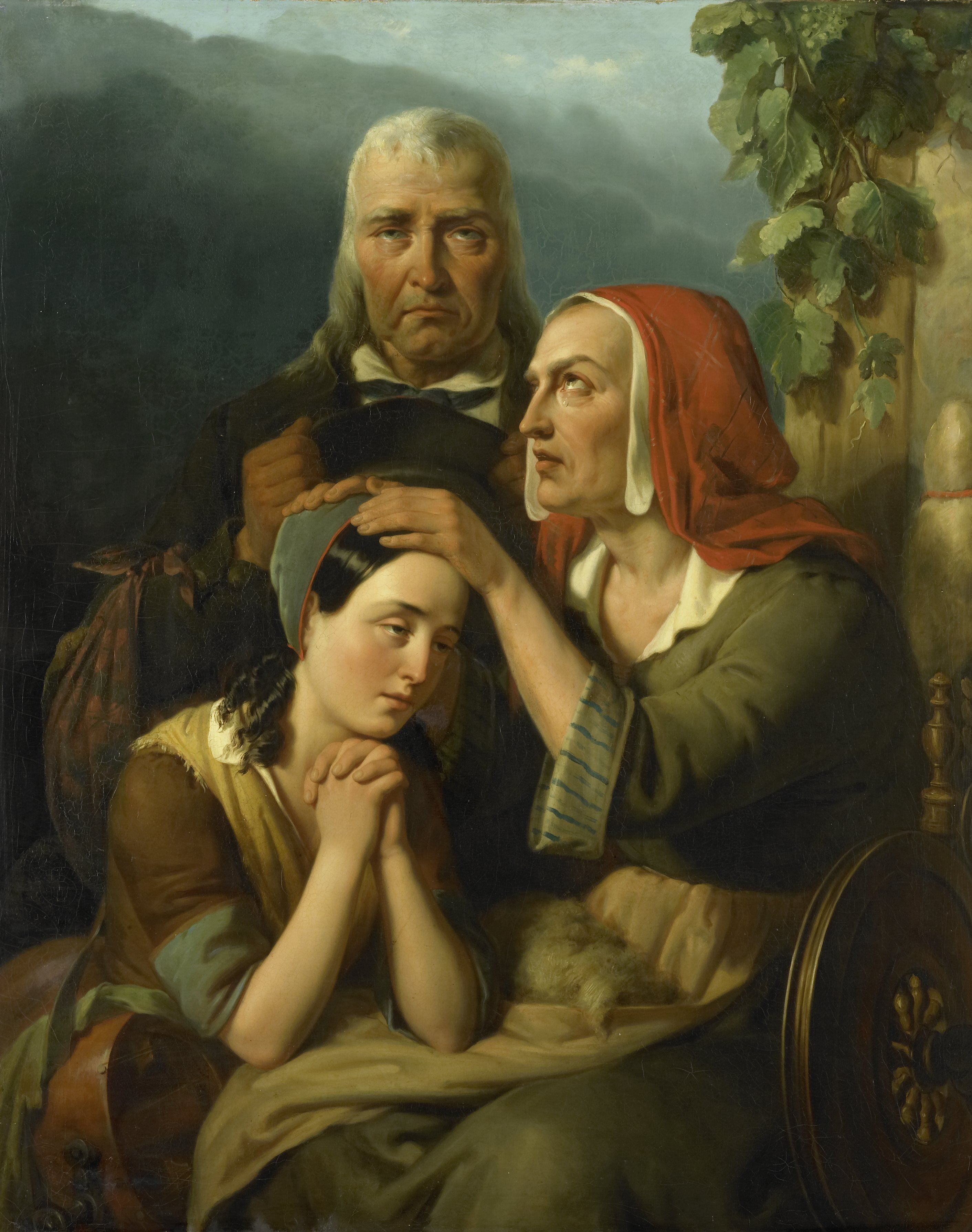
Binecuvântarea unei mame, 1844